# Passiflora telesiphe
Passiflora telesiphe je biljka iz porodice Passifloraceae. Ekvadorski je endem. Prema IUCN-ovom crvenom popisu, nije ju moguće točno razvstati, zbog nedovoljnosti podataka (IUCN 3.1).